# Sjoholmane
Sjoholmane est une île dans le landskap Sunnhordland du comté de Vestland. Elle appartient administrativement à Kvinnherad.

## Géographie
Rocheuse et couverte d'une légère végétation, elle s'étend sur environ 649 m de longueur pour une largeur approximative de 179 m. 